# 龙泉岩乡
龙泉岩乡，是中华人民共和国湖南省怀化市辰溪县下辖的一个乡镇级行政单位。

## 行政区划
龙泉岩乡下辖以下地区：
青山湾村、夏家坪村、孔冲村、板溪村、刘家坪村、松林溪村、苏家滩村、金家坳村、坨田垅村、店边村和龙泉岩村。